# Majestic Records
Majestic Records fue un sello discográfico estadounidense creado en 1945 en Nueva York.

## Historia
El sello fue creado en 1945 como una empresa subsidiaria de la compañía fabricante de aparatos de radio y televisión "Majestic Radio & Television". El sello disfrutó de una gran éxito comercial hasta 1948, año en que sus distribuidores crearon problemas financieros y tuvo que cerrar.
Durante el tiempo que Majestic Records estuvo activo, el director de orquesta Ben Selvin ejerció de A&R para el sello. La empresa estaba encabezada por el exalcalde de la ciudad de Nueva York, Jimmy Walker.
Entre los artistas que grabaron para Majestic, destacan; Jimmie Lunceford, Louis Prima, Bud Freeman, Slim Bryant, Eddy Howard, Four Shades of Rhythm, DeMarco Sisters, The Three Suns, Thelma Carpenter, Georgia Gibbs, Mildred Bailey, George Olsen, George Paxton y su orquesta, Ray McKinley, Phil Regan, Ella Logan, Jan Peerce, Jane Froman, Leon McAuliffe, Riley Shepard, The Merry Macs y Bob Johnston.